# Templeux-le-Guérard

Templeux-le-Guérard este o comună în departamentul Somme, Franța. În 1 ianuarie 2022 avea o populație de 196 de locuitori.